# 双河镇 (托克托县)
双河镇，是中华人民共和国内蒙古自治区呼和浩特市托克托县下辖的一个乡镇级行政单位。

## 行政区划
双河镇下辖以下地区：
第一社区、第二社区、第三社区、第四社区、第五社区、第六社区、第七社区、第八社区、第九社区、第十社区、旧城社区、南街村、前街村、北街村、前狼窝壕村、城拐村、南火盘村、董家营村、只芨壕村、张四壕村、张家当铺梁村、郝家当铺梁村、苗家梁村、养大圐圙村、徐家窑村、大羊场村、霍家圪洞村、郝家窑村、中滩村、河上营村、把栅村、碾子湾村、什四份村、柳林滩村、下什拉湖滩村、河口村、东营子村、皮条沟村、格图营村、海生不拉村和哈拉板申村。